# Maham
Maham è una città dell'India di 18.166 abitanti, situata nel distretto di Rohtak, nello stato federato dell'Haryana. In base al numero di abitanti la città rientra nella classe IV (da 10.000 a 19.999 persone).

## Geografia fisica
La città è situata a 28° 58' 60 N e 76° 17' 60 E e ha un'altitudine di 213 m s.l.m..

## Società

### Evoluzione demografica
Al censimento del 2001 la popolazione di Maham assommava a 18.166 persone, delle quali 9.742 maschi e 8.424 femmine. I bambini di età inferiore o uguale ai sei anni assommavano a 2.720, dei quali 1.532 maschi e 1.188 femmine. Infine, coloro che erano in grado di saper almeno leggere e scrivere erano 11.989, dei quali 7.058 maschi e 4.931 femmine.